# 3368 Duncombe
3368 Duncombe è un asteroide della fascia principale del diametro medio di circa 35,2 km. Scoperto nel 1985, presenta un'orbita caratterizzata da un semiasse maggiore pari a 3,3855521 UA e da un'eccentricità di 0,0901728, inclinata di 19,13899° rispetto all'eclittica.
L'asteroide è stato dedicato a Raynor L. Duncombe, astronomo dell'Università del Texas, in occasione del suo settantesimo compleanno.